# 임영민
임영민(林煐岷, 1995년 12월 25일~)은 대한민국의 래퍼이다.

## 경력
2017년, 《PRODUCE 101 시즌 2》에 참가하였다. 같은 해 2017년 9월 6일에 김동현과 MXM이라는 듀오로 데뷔하였다. 2019년 5월 22일에 AB6IX의 리더로 재데뷔했다. 2020년 6월 8일 음주운전으로 인해 팀을 탈퇴하고 활동을 중단하게 되었다. 같은 해 2020년 11월 3일 현역으로 군입대를 하였다.

## 학력
- 덕두초등학교 (졸업)
- 대저중학교 (졸업)
- 부산강서고등학교 (졸업)
- 글로벌사이버대학교 방송연예학과 (재학)

## 출연 작품

### TV 방송
- 《떠나보고서》 (2017) - 고정 출연

## 음반 작품

### 미니 앨범
- 2023년 8월 28일 《ROOM》
- 2024년 6월 27일 《LOVE?》

### MXM (BRANDNEW BOYS)
GOOD DAY (2017.07.27)
UNMIX (2017.09.06)
BRNDNEW YEAR 2017 `BRANDNEW SEASON` (2017.12.15)
2ND MINI ALBUM (MATCH UP) (2018.01.10)